# 吉村信良
吉村 信良（よしむら のぶよし、1933年3月3日 - 2009年3月31日）は、日本の合唱指揮者である。兵庫県神戸市出身、兵庫県立星陵高等学校、京都大学経済学部卒業。山田一雄、林達次に師事。

## 来歴
京都で印刷会社の経営に携わる一方、多くの合唱団で指揮者として活動する。全日本合唱コンクール全国大会において京都産業大学グリークラブを指揮し、1981年（昭和56年）から1989年（平成元年）まで9年連続金賞1位に導いた。古希を過ぎてからも、創立に関わった混声合唱団京都木曜会をはじめとした多くの団体を指揮し、精力的に演奏活動を行った。また、2005年（平成17年）に開催された「世界合唱シンポジウム～世界合唱の祭典 京都～」では、実行委員長を務めた。
1998年から2006年まで8年間全日本合唱連盟理事長を務め、後に名誉会長。日本合唱指揮者協会会員。平成13年（2001年）春に藍綬褒章受章。
2009年3月31日、慢性腎不全のため京都市で死去。76歳没。

## 年表
- 1933年（昭和8年）3月3日 - 神戸市で生まれる。
- 1951年（昭和26年）3月 - 兵庫県立星陵高等学校卒業。
- 1951年（昭和26年）4月 - 京都大学経済学部入学。
- 1955年（昭和30年）10月 -　京都大学経済学部卒業。
- 1957年（昭和32年）3月 -　西湖堂印刷株式会社に入社。
- 1957年（昭和32年）9月 -　混声合唱団京都木曜会を立ち上げる。
- 1965年（昭和40年）4月 -　京都府合唱連盟理事に就任。
- 1973年（昭和48年）4月 -　京都府合唱連盟理事長に就任。京都産業大学グリークラブの指導を始める。
- 1974年（昭和49年）5月 -　全日本合唱連盟理事に就任。
- 1975年（昭和50年）9月 -　西湖堂印刷株式会社代表取締役社長に就任。
- 1980年（昭和55年）5月 - 全日本合唱連盟常任理事に就任｡
- 1981年（昭和56年）11月 - 京都産業大学グリークラブの指揮者として全日本合唱コンクールで金賞1位を獲得。
- 1982年（昭和57年）3月 -　京都市芸術奨励賞受賞。
- 1984年（昭和59年）1月 -　藤堂音楽賞受賞。
- 1985年（昭和60年） - 全日本合唱連盟常務理事に就任｡
- 1986年（昭和61年）4月 -　全日本合唱連盟関西支部長に就任。
- 1986年（昭和61年）11月 -　文部大臣表彰（地域文化振興）
- 1989年（平成元年）5月 -　全日本合唱連盟副理事長・事務局長に就任。
- 1989年（平成元年）11月 -　京都産業大学グリークラブの指揮者として全日本合唱コンクールで9年連続で金賞1位を獲得。
- 1994年（平成6年） -　財団法人京都市芸術振興財団[4]設立当初から評議員、企画・運営委員（副座長）として関わる。
- 1995年（平成7年）6月 -　京都府合唱連盟大賞受賞。
- 1995年（平成7年）10月 -　長井賞受賞。
- 1997年（平成9年）9月 -　西湖堂印刷株式会社代表取締役会長に就任。
- 1998年（平成10年）5月 -　全日本合唱連盟理事長に就任｡
- 2001年（平成13年）4月 -　藍綬褒章受賞。
- 2005年（平成17年）7月 -　「第7回世界合唱シンポジウム」を招聘し、実行委員長を務める。
- 2006年（平成18年）5月 -　全日本合唱連盟理事長を退任。名誉会長となる。
- 2006年（平成18年）6月 -　京都府合唱連盟大賞特別賞受賞。
- 2009年（平成21年）3月31日 -　京都市で死去｡

## 人物
- 大学卒業後、一時は大阪の会社に就職するが、乞われて京都の老舗、西湖堂に入社。社長令嬢と結婚して、1975年に社長に就任する[5]。西湖堂は全日本合唱コンクール全国大会のパンフレットの印刷を受注するなど、合唱連盟との関係も深い。
- 京都産業大学グリークラブの指導を乞われて開始したのが1973年。当初は学生指揮者を立てていたが、学生たちの要請により1981年の全国大会から自ら指揮をした。当時の大学合唱は「男声が隅に追いやられてきた」[6]「それ以前の十年間くらい大学の部には、これといったトップスターのような団体がなかったように思います」[7]とされ、大学男声合唱での連続金賞は吉村を「『第2世代』の代表選手のひとりといえよう」[8]といわしめるきっかけとなった。一方、吉村傘下の合唱団の中核である京都木曜会は「コンクールには出ない」をそのポリシーとしていて、それは吉村が合唱連盟の要職に就いても変わることはなかった。
- 全日本合唱連盟役員への登用は、コンクールの実績もさることながら、会社経営者としての手腕を期待されてのもので、連盟では事務局長兼任副理事長を務め、主に財務畑を歩む。「ある年の総会に赤字予算を提出したんですよ。どうにもしょうがなかったので-ところがみなさんいとも簡単に承認なさったんです。そこでぼくはびっくりして、このままこれを実行したら、九百万円の赤字分をみなさんに出していただくことになるんですよと言ったんです。」[9]と語ったように、昭和~平成初期の合唱連盟は「商店のどんぶり勘定の世界」[10]であって、財政の確立とリストラが吉村にとっての急務であった[11][12]。その後経費削減と、事業収入・広告収入の拡大により、元副理事長の前田二生から「吉村さんがきっちりソロバンをはじくようになって、だんだん安定してきましたね。」[13]と評されるに至っている。いっぽう、吉村と同時期に副理事長を務めた辻正行は、当時の執行部を評して「年齢順は関屋・佐藤・辻・吉村　いばってる順は吉村・佐藤・関屋・辻」「一番まじめなのは佐藤、なんだか判らないのが吉村」と述べている[14]。